# أنوشا ماني
أنوشا ماني (بالإنجليزية: Anusha Mani)‏ (مواليد 29 مارس 1985) هي مغنية تشغيل هندية تعمل بنشاط في صناعة أفلام بوليوود.
تنحدر Anusha من عائلة ذات ميول موسيقية، وتعلمت موسيقى كارناتيك من Smt Meera Nathan. بعد أن غنت في مسرحيات غوجاراتية، قابلت أميت تريفيدي الذي صنعت معه ألبومًا موسيقيًا، ولم يتم إصداره مطلقًا.

## وصلات خارجية
- أنوشا ماني على موقع IMDb (الإنجليزية)
- أنوشا ماني على موقع ميوزك برينز (الإنجليزية)